# Phanoxyla nubilosa
Phanoxyla nubilosa är en fjärilsart som beskrevs av Felix Bryk 1944. Phanoxyla nubilosa ingår i släktet Phanoxyla och familjen svärmare. Inga underarter finns listade i Catalogue of Life.